# Eupropolella celata
Eupropolella celata är en svampart som beskrevs av Graddon 1977. Eupropolella celata ingår i släktet Eupropolella, ordningen disksvampar, klassen Leotiomycetes, divisionen sporsäcksvampar och riket svampar.   Inga underarter finns listade i Catalogue of Life.